# Рид, Стив (политик)
Стив Рид (англ. Steve Reed), официально Стивен Марк Уорд Рид (англ. Steven Mark Ward Reed; род. 12 ноября 1963, Сент-Олбанс, Хартфордшир) — британский политик, член Лейбористской и Кооперативной партий. Министр по делам окружающей среды, продовольствия и сельского хозяйства (с 2024), теневой министр окружающей среды, продовольствия и сельского хозяйства (2023—2024).

## Биография
29 ноября 2012 года по итогам дополнительных выборов в лондонском боро Кройдон избран в Палату общин от Лейбористской партии с убедительным результатом 64,7 % (сильнейший из соперников, консерватор Энди Странак, получил 16,8 % голосов).
6 апреля 2020 года при формировании теневого правительства Кира Стармера назначен теневым министром общин и местного самоуправления.
29 ноября 2021 года перемещён на должность теневого министра юстиции.
4 сентября 2023 года назначен теневым министром окружающей среды, продовольствия и сельского хозяйства.
5 июля 2024 года получил портфель министра окружающей среды, продовольствия и сельского хозяйства в лейбористском правительстве Стармера, сформированном после поражения консерваторов на парламентских выборах.